# Puchar Narodów Afryki 2017 (kwalifikacje)/Grupa C
W grupie C eliminacji Pucharu Narodów Afryki 2017 grają:
- Mali
- Gwinea Równikowa
- Benin
- Sudan Południowy

## Tabela
| Msc. | Zespół           | M | W | R | P | Br+ | Br- | +/- | Pkt |
| ---- | ---------------- | - | - | - | - | --- | --- | --- | --- |
| 1    | Mali             | 6 | 5 | 1 | 0 | 13  | 3   | +10 | 16  |
| 2    | Benin            | 6 | 3 | 2 | 1 | 12  | 10  | +2  | 11  |
| 3    | Gwinea Równikowa | 6 | 1 | 1 | 4 | 6   | 6   | 0   | 4   |
| 4    | Sudan Południowy | 6 | 1 | 0 | 5 | 3   | 15  | -12 | 3   |

## Wyniki
| 13 czerwca 2015 21:00 CET | Mali · Maïga 17' · Coulibaly 28' | 2:0(2:0)Raport | Sudan Południowy | Stade 26 mars, Bamako Sędzia: Joshua Opeyemi Amao |
|                           |                                  |                |                  |                                                   |

| 14 czerwca 2015 17:00 CET | Gwinea Równikowa · Nsue 48' | 1:1(0:1)Raport | Benin · 45' Sessègnon | Estadio de Bata, Bata Sędzia: Victor Miguel de Freitas Gomes |
|                           |                             |                |                       |                                                              |

| 5 września 2015 15:30 CET | Sudan Południowy · Chol 51' | 1:0(0:0)Raport | Gwinea Równikowa | Juba Stadium, Dżuba Sędzia: Israel Mujuni |
|                           |                             |                |                  |                                           |

| 6 września 2015 17:00 CET | Benin · Adéoti 34' | 1:1(1:1)Raport | Mali · 20' Diaby | Stade de l’Amitié, Kotonu Sędzia: Eric Arnaud Otogo Castane |
|                           |                    |                |                  |                                                             |

| 23 marca 2016 14:30 CET | Sudan Południowy · Sebit 88' | 1:2(0:1)Raport | Benin · 16' Sessègnon · 74' Omotoyossi | Juba Stadium, Dżuba Sędzia: Thierry Nkurunziza |
|                         |                              |                |                                        |                                                |

| 25 marca 2016 20:00 CET | Mali · Wagué 82' | 1:0(0:0)Raport | Gwinea Równikowa | Stade 26 mars, Bamako Sędzia: Denis Dembele |
|                         |                  |                |                  |                                             |

| 27 marca 2016 17:00 CET | Benin · Sessègnon 23', 90' · Poté 38' · Dossou 72' | 4:1(2:0)Raport | Sudan Południowy · 84' Lual | Stade de l’Amitié, Kotonu Sędzia: Ali Lemghaifry |
|                         |                                                    |                |                             |                                                  |

| 28 marca 2016 18:00 CET | Gwinea Równikowa | 0:1(0:0)Raport | Mali · 89' Yatabaré | Nuevo Estadio de Malabo, Malabo Sędzia: Bernard Camille |
|                         |                  |                |                     |                                                         |

| 4 czerwca 2016 15:30 CET | Sudan Południowy | 0:3(0:1)Raport | Mali · 38' Diaby · 47' Maïga · 56' Doumbia | Juba Stadium, Dżuba Sędzia: Djamal Aden Abdi |
|                          |                  |                |                                            |                                              |

| 12 czerwca 2016 17:00 CET | Benin · Adenon 24' · Djigla 60' | 2:1(1:0)Raport | Gwinea Równikowa · 58' Zarandona | Stade de l’Amitié, Kotonu Sędzia: Bakary Gassama |
|                           |                                 |                |                                  |                                                  |

| 4 września 2016 18:00 CET | Gwinea Równikowa · Miranda 70' · Nsue 75' · Akapo 80' · Iyanga 85' | 4:0(0:0)Raport | Sudan Południowy | Nuevo Estadio de Malabo, Malabo Sędzia: Helder Martins de Carvalho |
|                           |                                                                    |                |                  |                                                                    |

| 4 września 2016 19:30 CET | Mali · Yatabaré 19' · Diaby 35' · Marega 38' · Traoré 65' · Doumbia 79' | 5:2(3:1)Raport | Benin · 40' Gounongbe · 90+1' Sessègnon | Stade 26 mars, Bamako Sędzia: Gehad Zaghloul Grisha |
|                           |                                                                         |                |                                         |                                                     |